# 马洛丽·富兰克林
马洛丽·富兰克林（英語：Mallory Franklin，1994年6月19日—），英国女子皮划艇运动员。她曾代表英国参加2020年夏季奥林匹克运动会皮划艇比赛，获得女子单人划艇激流银牌。